# Badma Erdeni Khong Tayiji
Badma Erdeni Khong Tayiji là một hoàng tử Mông Cổ thế kỷ 17 của triều đại Altan Khan. Con trai của Ubasi Khong Tayiji, Altan Khan đầu tiên của Khalkha. Năm 1623, Liên minh bốn Oirat đã hợp lực để chống lại triều đại Altan Khan và Ubasi đã bị ám sát bởi chiến binh Oirat Sein Seltji. Con trai của ông, Badma Erdeni đã kế vị. Năm 1652, ông thoái vị ngai vàng và con trai Erinchin Lobsang Tayiji kế vị.